# Storia del tabacco

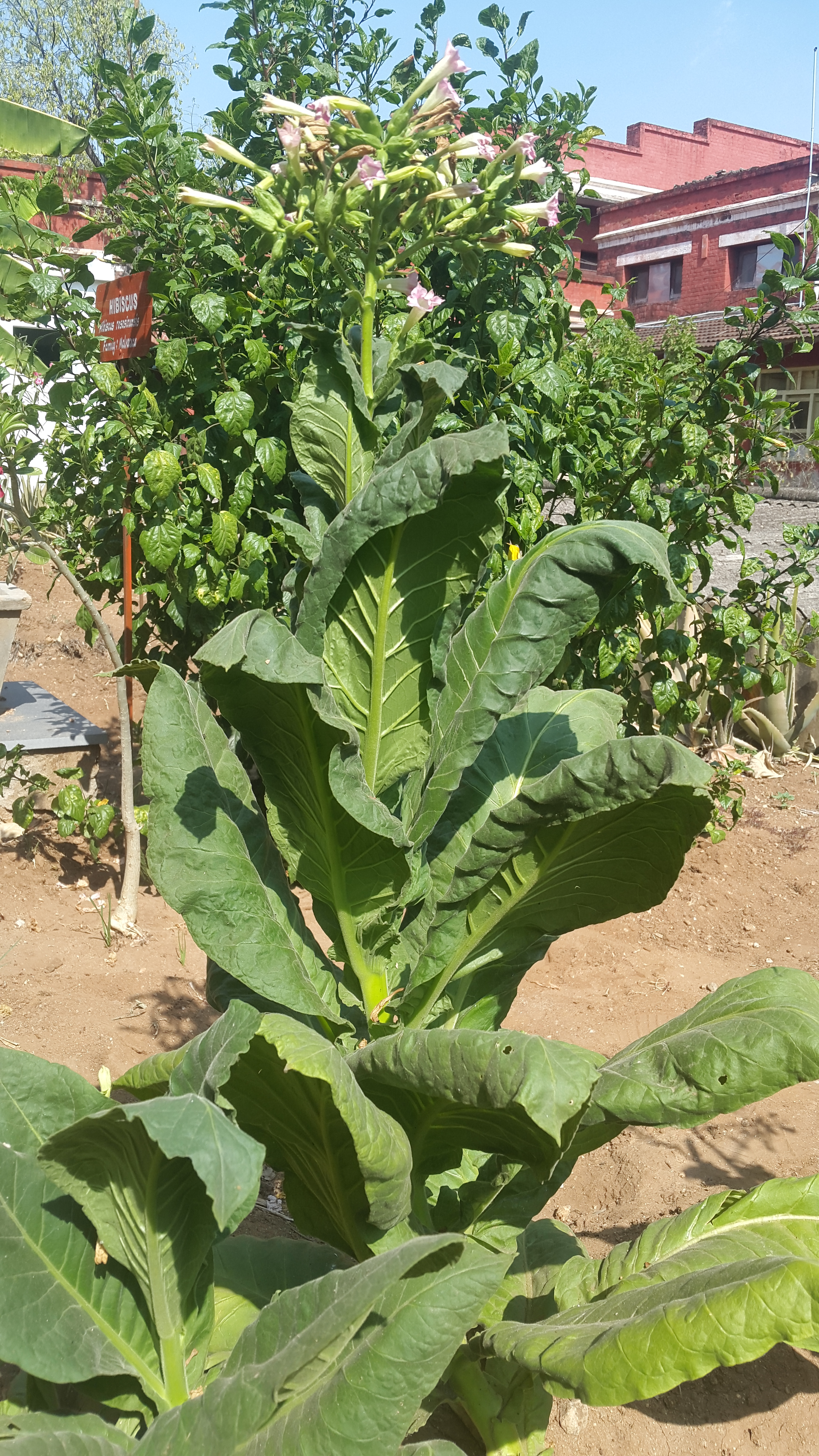
Pianta di Nicotiana nel Tamil Nadu.

La storia del tabacco comincia nelle Americhe, dove il suo primo uso attestato proviene dalle civiltà precolombiane. La sua popolarità crebbe globalmente con la colonizzazione spagnola delle Americhe; introdotto nel continente europeo venne fortemente commercializzato. La coltivazione ha avuto un ruolo importante tra la popolazione dei Caraibi già a partire dal XVII secolo e subito dopo nel potere economico della colonia della Virginia.
A seguito della rivoluzione industriale iniziò ad essere prodotta e consumata la sigaretta; questa non fece che favorire un ulteriore incremento dell'industria del tabacco e del suo utilizzo.
La situazione rimase perlopiù invariata fino a quando gli studi condotti a partire dalla seconda metà del XX secolo dimostrarono gli effetti negativi del fumo di tabacco sulla salute generale della popolazione, dalla dipendenza psicofisica (il tabagismo e i suoi effetti sulla salute) fino a giungere a varie patologie fisiche come il carcinoma del polmone e i tumori della testa e del collo.

## Circa 60 specie naturali molto diverse tra loro
Gli uomini che domesticarono il tabacco riuscirono a trovare la varietà giusta solo a seguito di vari tentativi condotti sperimentalmente; è stato col tempo e sottoponendo la pianta a diverse prove che la coltura ha avuto la possibilità di essere migliorata.
Nel tabacco selvatico ci sono all'incirca 60 specie, con livelli di nicotina che vanno da meno dell'1% al 10%; quest'ultima percentuale esiste nel tipo cileno conosciuto come "tabacco del Diavolo". I tipi coltivati per il 90% appartengono alla varietà Nicotiana tabacum, il resto invece è parte della Nicotiana rustica.
Sembra che gli abitanti dell'antica Grecia e dell'antica Roma utilizzassero foglie di altri vegetali da fumare, come quelle del Pyrus communis.

## Origini

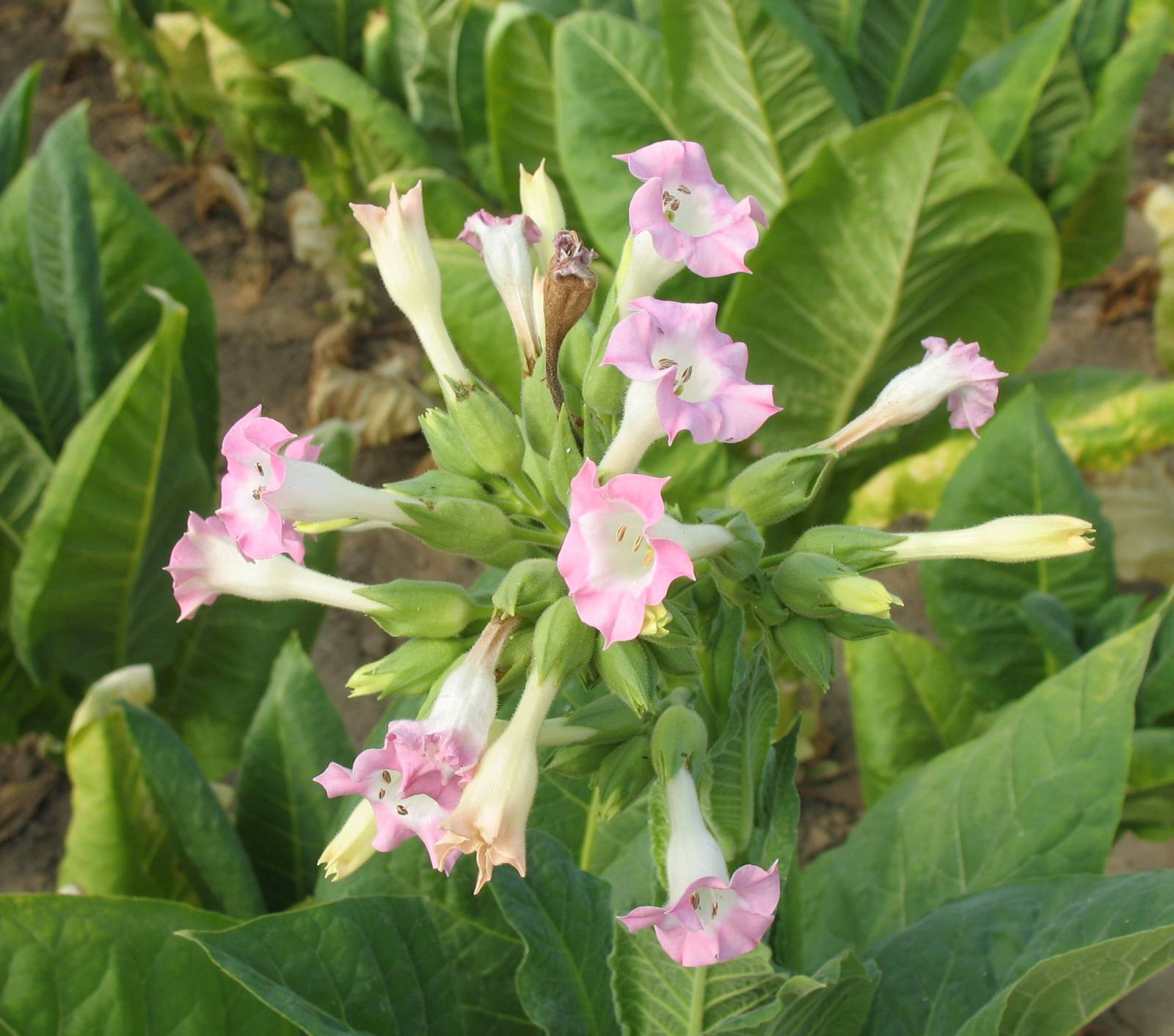
Infiorescenza del tabacco.

Il tabacco fu scoperto per la prima volta dai nativi americani della Mesoamerica dell'America meridionale; successivamente sarà introdotto grazie agli spagnoli anche nel resto del mondo. Le foglie della pianta del genere Nicotiana vennero preparate per essere fumate già da un tempo molto precedente a quello dell'arrivo dei primi coloni europei. Gli "indiani" dell'America Centrale incontrati da Cristoforo Colombo l'utilizzavano come medicamento, per togliere il senso della fame e della fatica nonché per alleviare il dolore.
Essi tagliavano le foglie di tabacco fino ad ottenere una sorta di grande sigaro che chiamarono "tabaco". Venne utilizzato da molte tribù native americane, in particolar modo nel corso dei più importanti riti religiosi e sociali almeno a partire dal I secolo, come testimoniato dai ritrovamenti di pipe, rappresentazioni di divinità protettrici e di sacerdoti mentre fumano.
I popoli indigeni dell'America settentrionale storicamente ebbero l'abitudine di portare con sé sacchetti di tabacco nella sua qualità di elemento scambiabile e facilmente accettato, nonché per fumarlo tramite il "Calumet della pace" sia nel corso delle varie cerimonie sacre che per sigillare trattati o accordi d'amicizia.
Il tabacco fu considerato un dono la cui diretta provenienza si poteva facilmente ascrivere alla Divinità della creazione; il fumo venne pertanto inteso come veicolo di trasmissione dei propri più intimi pensieri e preghiere in direzione degli spiriti protettori oltre che per propiziarsene i favori.
Oltre al suo utilizzo nei rituali spirituali il tabacco risultò essere utilizzato anche in Etnobotanica per il trattamento medico delle malattie individuali; per migliorare le condizioni fisiche e psichiche. In quanto lenitivo al dolore si usò ad esempio per curare il mal di testa o il mal di denti ed occasionalmente anche come cataplasma.
Alcune popolazioni indigene dell'odierna California usarono il tabacco come ingrediente - nelle "misture da fumo" - per guarire dal raffreddore, solitamente mescolato con foglie di "salvia del deserto" (Salvia dorrii), con la radice di "balsamo indiano" (Lomatium) o "radice della tosse" (Lomatium dissectum); quest'ultima aggiunta era particolarmente indicata per prevenire l'asma e la tubercolosi.
Oltre ai suoi usi medicinali tradizionali le foglie essiccate del tabacco si utilizzarono anche come una forma primitiva di moneta, sia dai nativi che dai bianchi americani fin dall'inizio del XVII secolo.
L'uso religioso è ancora ai giorni nostri comune tra le tribù indigene; tra i Cree e gli Ojibway degli Stati centrali del nord-ovest e del Canada esso viene offerto al "Creatore" con suppliche o ringraziamenti, usato nella "capanna del sudore" (di purificazione), per celebrare degnamente gli accordi di pace e collaborazione reciproca ed infine presentato anche come un dono. Regalare del tabacco fa parte della tradizione quando si vuol chiedere consiglio su una questione particolarmente spinosa ad un anziano del clan.

## Primo utilizzo europeo
Colombo riferì tutto quanto aveva scoperto nel suo rapporto alle corti reali spagnola e portoghese; la pianta inizialmente sarà usata per un semplice scopo ornamentale. A metà del XVI secolo il medico personale di Filippo II di Spagna cominciò a promuoverla come "medicina universale"; la prima monografia scritta contenente una descrizione particolareggiata sarà opera del naturalista spagnolo Gonzalo Fernández de Oviedo y Valdés. Gli spagnoli s'ispirarono dal nome dato ai "Petun" (indigeni conosciuti come "popolo del tabacco") dagli abitanti di Tabasco (stato) nella provincia dello Yucatán.
Introdotto nella penisola italiana dal cardinale Prospero Santacroce, nunzio apostolico nel Regno del Portogallo mentre Nicolò Tornabuoni, legato pontificio nel Regno di Francia, gli diede per primo il nome di "Erba di Santa Croce" in quanto, se assunta sacralmente, avrebbe avuto virtù giudicate miracolose.

## André Thévet e Jean Nicot fanno conoscere il tabacco in Francia
Nel 1556 il monaco dell'Ordine dei Frati Minori André Thevet, appena ritornato dalla colonia del Brasile, si apprestò a coltivare il tabacco nella propria residenza a Angoulême: lo battezzò "herbe angoulmoisine" o "herbe pétun". Sebbene Thevet sia probabilmente stato il primo ad introdurre il tabacco in Francia, la pianta rimase sconosciuta ai più fino al 1560. In quell'anno l'ambasciatore francese in Portogallo Jean Nicot (da cui prenderà il nome la nicotina), inviò alla regina Caterina de Medici semi e foglie di tabacco come trattamento delle terribili emicranie di cui soffriva il figlio, il sovrano Francesco II.
La cura parve ottenere gli effetti sperati tanto che il tabacco diventò l'"erba della regina"; la sua vendita sotto forma di polvere venne riservata allo Speziale. Per onorare Nicot il duca Francesco I di Guisa propose di chiamare quest'erba "Nicotiane"; la proposta venne subito adottata dall'esperto in botanica Jacques Daléchamps: la terminologia fu successivamente ripresa anche da Carlo Linneo.
La pianta ricevette comunque molti nomi tra i quali "Medicea", "Cateriniana", "Erba del signor priore", "Erba santa", "Erba per tutti i mali", "Panacea antartica" e anche "Erba dell'ambasciatore". È verso la fine del XVI secolo che comincia ad apparire la parola "tabacco"; la sua prima illustrazione botanica sarà realizzata dal medico Nicolás Monardes nel 1571.
Nel 1575 il priore francescano Thevet fece un ritratto dell'"Erba Petum o Angoulmoisine" nella sua opera intitolata Cosmographie universelle (parte II, libro XXI, capitolo VIII). Allo stesso tempo fu pubblicato uno dei primi trattati sul tabacco come medicinale, L'Instruction sur l'herbe petum (1572) di Jacques Gohory, praticante di Alchimia.

## Rapida diffusione in Europa e Asia
La coltura sarà introdotta nel 1574 nella Repubblica di Cospaia, 1580 nell'impero ottomano e nel regno russo, nel 1590 nel subcontinente indiano e in Giappone, nel 1600 nella penisola greca, nell'arcipelago delle Filippine e nell'Indocina. Alla metà del XVII secolo era coltivato praticamente in tutti i continenti.
L'introduzione della pianta in Alsazia, dove avrà immediato successo, è dovuta a un mercante di nome Robert Kœnigsmann; egli portò i semi in Inghilterra e compì i primi test nei presi di Strasburgo attorno al 1620. Dopo il ritorno ad una situazione di pace a seguito della fine della guerra dei trent'anni la coltivazione si diffuse positivamente nella parte meridionale del dipartimento dell'Alto Reno.
Nel 1650 un incendio distrusse la maggior parte delle case di Mosca (Russia), quasi tutte costruite in legno; il grave incidente fu causato da un fumatore distratto. Questo fatto esortò lo Zar Alessio Michajlovič a proscriverne l'uso; i malcapitati fumatori abituali vennero condannati alla bastonatura e molti di loro finirono con l'avere il naso tagliato.
Pochi anni dopo Pietro I di Russia permise la vendita di tabacco nel paese a Peregrine Osborne, II duca di Leeds e a molti altri mercanti inglesi per la somma di 75.000 sterline. Il patriarca in seguito lo proibì come oggetto di commercio: il clero russo dichiarò colpevole di eresia chiunque avesse osato servirsene.
Nel 1787 Strasburgo conterà 53 stabilimenti e l'Alsazia produrrà 2.700 tonnellate. Intorno al 1680 in Svizzera i primi campi di tabacco apparvero nel Canton Basilea Città e successivamente nel Canton Ticino.

## Richelieu lo tassa, il papa lo proibisce, ma Colbert lo incoraggia
Il cardinale Armand-Jean du Plessis de Richelieu istituì una tassa sulla vendita del tabacco già nel 1621, proprio all'inizio del colonialismo nelle Indie occidentali francesi; questa decisione portò, a distanza di 7 anni, alle prime piantagioni francesi a Clairac. Papa Urbano VIII nel 1642 ne vietò l'utilizzo sotto la minaccia di scomunica ed in termini assai categorici.
Negli anni 1660 il politico ed economista Jean-Baptiste Colbert diede inizio alla propria produzione, commercializzando il tabacco sotto un regime di monopolio regale. All'epoca la coltivazione francese fu la più sviluppata dell'intero continente europeo, con vaste piantagioni in Oriente, a Sudovest e nelle 4 isole maggiormente popolate dell'arcipelago delle Antille sotto la dominazione coloniale: Saint Kitts, Martinica, Guadalupa e Saint-Domingue.

## Barbados all'origine della prima crisi di sovrapproduzione
Nella colonia caraibica britannica di Barbados vi furono nel 1631 almeno 4.000 irlandesi, più di 6.000 nel 1636 e 37.000 nel 1642; un'immigrazione di massa causata dalla guerra civile inglese scatenata da Oliver Cromwell. Molti di loro furono volontari che vennero a coltivare il tabacco su piccole e medie proprietà; quest'afflusso provocò una crisi di sovrapproduzione globale già alla fine degli anni 1630. Ciò spinse i più ricchi a riutilizzare la parte occidentale dell'isola per piantare la canna da zucchero.
Intorno al 1636 il prezzo diminuì, mentre quello dello zucchero crebbe. L'Europa settentrionale si aprì al consumo di zucchero perché i mercanti della Compagnia olandese delle Indie occidentali invasero il Pernambuco in Brasile tra il 1630 e il 1635. Quest'ultimo fu anche l'anno in cui il governatore di Barbados autorizzò il commercio degli schiavi tramite la tratta atlantica degli schiavi africani. La canna da zucchero venne introdotta nell'isola nel 1637.
La sovrapproduzione di tabacco costrinse nel maggio del 1639 il governatore di Saint Kitts e Nevis Philippe de Longvilliers de Poincy e il capitano Thomas Warner a firmare un decreto che ordinò la distruzione di tutte le piante di tabacco esistenti e a proibirne l'impianto di nuove per almeno 18 mesi, in quanto il mercato europeo era letteralmente sommerso e i prezzi non erano più sufficienti a garantire un adeguato profitto.
Diversi inglesi se ne andarono entro l'anno e ripararono a Tortuga. Vi rimasero invitando amici e conoscenti, anche dopo che il francese François Levasseur venne nominato governatore nel 1640.

## Saint-Domingue e i bucanieri
Con la Colonizzazione francese delle Americhe la Compagnia francese delle Indie occidentali si dissolverà per aver tardato a favorire la spinta verso la sostituzione del tabacco con lo zucchero. Il tabacco fornì migliaia di piccoli coltivatori i quali parteciparono alle campagne avviate dalla filibusteria nella regione del Mare caraibico. A Martinica e Guadalupa la coltura rimase in un primo tempo dominante ma poi, molto più progressivamente di quanto non accadde a Barbados, venne rimpiazzata dallo zucchero; mentre a Saint-Domingue rimase rilevante almeno fino al 1700.
La coltivazione si diffuse in piccole piantagioni, con o senza l'aiuto dei nativi; rimase pratica comune in tutte le isole francesi prima di essere travolta dalla speculazione causata dal sopraggiungere dei grandi piantatori di zucchero.

## Piccole proprietà a Cuba alla fine del XVII secolo prima dell'era dello zucchero
Nella Capitaneria generale di Cuba all'epoca delle grandi proprietà terriere (i "Latifundios ganaderos") succedette - non senza conflitti - verso la fine del XVII secolo il periodo dei piccoli domini personali (i "vegas") interamente dedicati alla coltura del tabacco; essa partì dalla provincia de L'Avana, per diffondersi poco dopo in tutta l'isola. Nel 1761 il sistema delle fattorie, che governò i prezzi e le consegne, interruppe il "ciclo del tabacco".
Nell'impero spagnolo il consumo di tabacco cubano, che nel 1717 ammontò a 5 milioni di libbre, si dimezzò entro il 1842 fermandosi a 2,55 milioni. Il raccoltò diminuì assai rapidamente, per essere sostituito dalla canna da zucchero intorno al 1809 con lo stabilirsi di molti profughi francesi fuggiti da Saint-Domingue a seguito della rivoluzione haitiana, molti dei quali svilupparono la coltivazione dello zucchero.

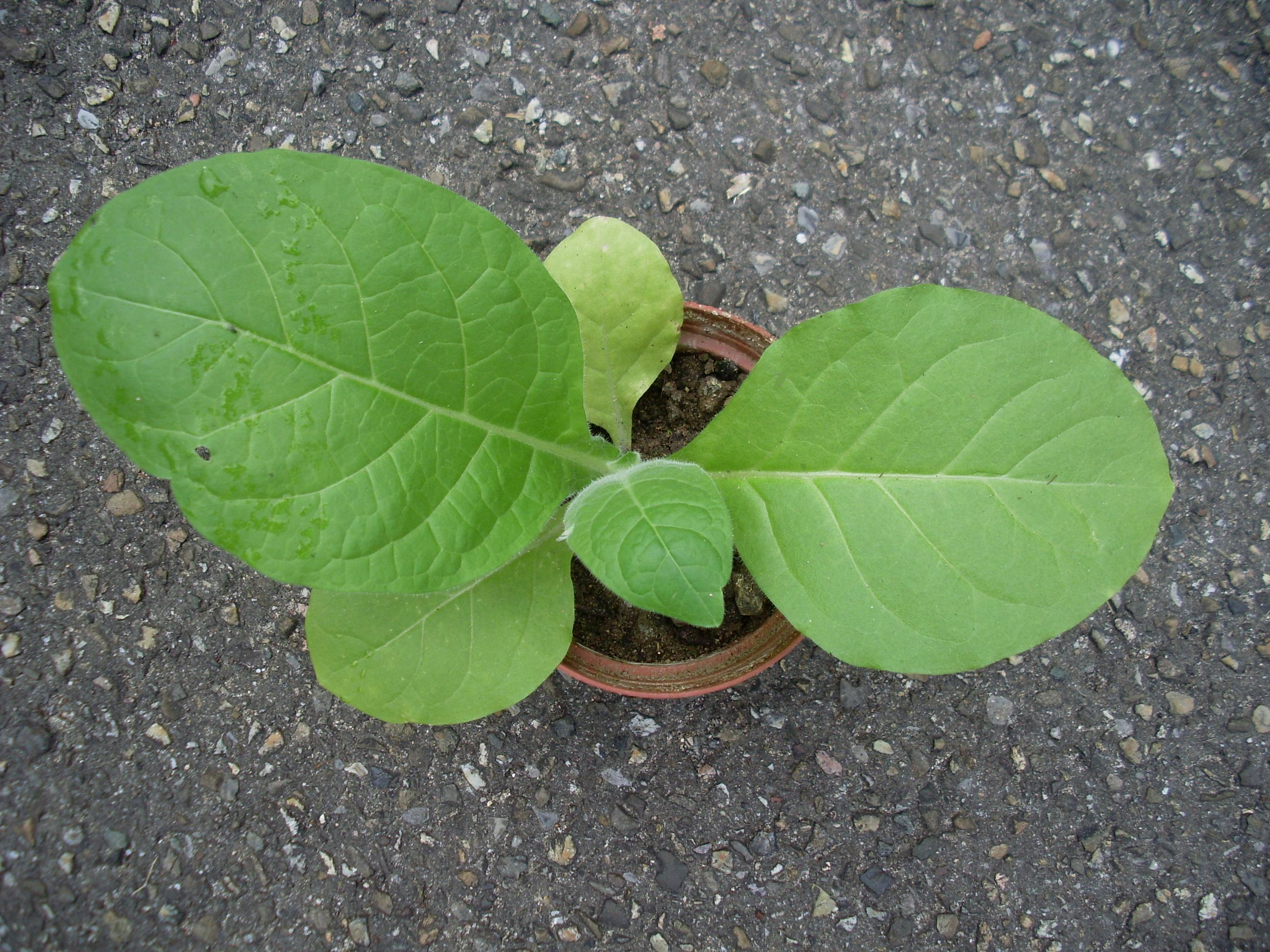
Una giovane pianta di Nicotiana tabacum in vaso.

## La creazione di un monopolio francese smorza il contrabbando
Gli anni 1660 sono quelli della restaurazione inglese. Giacomo I d'Inghilterra bandì il fumo alla Corte inglese, parlando di "questa abitudine disgustosa da vedere, ripugnante da sentire, pericolosa per il cervello, dannosa per il petto, che si diffonde intorno ai fumi come se fossero usciti dalle grotte infernali". Scrisse anche un breve trattato contro l'uso del tabacco e lo intitolò abilmente Misocapnos (Odio del fumo).
Su richiesta diretta di Luigi XIV di Francia Jean-Baptiste Colbert istituì un "Privilegio di fabbricazione e vendita" nel 1674 (un monopolio di Stato), lo stesso anno della creazione della "Compagnie du Sénégal". Le prime fabbriche per la lavorazione del tabacco vennero fondate a Morlaix, Dieppe e Parigi. Il privilegio della "Ferme du tabac" (tassa) sarà concesso per la prima volta dalla manifattura nazionale a privati verso novembre, la prima delle quali risultò essere Madame de Maintenon, che lo rivendette.
La coltura venne poi affittata con diritto sulla marca per 6 anni ad un borghese il quale produsse nei primi 2 anni 500.000 libbre e negli ultimi 4 200.000. Nel 1680 il sovrano, nonostante i trattati che raccomandavano il libero scambio, prolungò la durata della tassa sul monopolio e richiese 600.000 livre di commissione.
La coltivazione all'interno dell'impero coloniale francese rimase pertanto in una situazione monopolistica. La ricerca di un rapido profitto impose un prezzo d'acquisto per gli agricoltori in un momento in cui la maggior parte di loro avrebbe desiderato sostituirla in tutte le Indie occidentali francesi con quella della canna da zucchero, maggiormente redditizia (proprio come stavano facendo i britannici a Barbados. Più che il monopolio fu la strategia dei prezzi d'acquisto e di vendita che modificarono in profondità la produzione globale.
Il contrabbando si sviluppò preminentemente nelle zone costiere, in particolare all'Isola di Noirmoutier ove le scorte vennero successivamente vendute sulla terraferma tramite piccole imbarcazioni chiamate "Gatti" (Chatte). Per poter acquistare il tabacco delle Antille francesi e della colonia della Virginia, più economico e che i consumatori preferivano, il nuovo monopolio dovette essere installato negli scali commerciali marittimi di Amsterdam e Liverpool.
L'allevamento del tabacco aveva già un carattere familiare. Attraverso numerosi piccoli appezzamenti le colonie assicurarono una popolazione sufficientemente numerosa per difendersi dagli eventuali assalti di pirati o predoni. L'emigrazione di una parte di loro verso colonie libere o straniere, come la colonia della Giamaica o altre vicine, permise un più facile arricchimento a coloro che rimasero.
Presto però si aprì un altro ciclo, quello dell'indaco, assicurato dagli ufficiali reali (governatore in testa), la piccola borghesia, i ricchi bucanieri promossi ufficiali della milizia; essi detennero la gran parte del potere e della ricchezza coloniale, mantenendo strette relazioni con la madrepatria. Unificarono le proprie terre tutto a discapito dei piccoli proprietari, costretti presto ad unirsi a coloro che se ne n'erano già andati o che vivevano all'interno ai bordi della foresta.
Nelle sue memorie del 1690 il ministro della Marina Charles Plumier, esperto di botanica e naturalista, racconta che quando si trovò in visita a Saint-Domingue decise d'intercedere a favore dell'istituzione di misure d'emergenza: rimuovere l'"oligarchia del tabacco" per ripristinare la presenza degli abitanti liberi e così permettere loro d'intraprenderne nuovamente la coltivazione e la vendita.
La tassa monopolistica sarà venduta nel 1728 alla Compagnia francese delle Indie orientali la quale dominò fino al 1731 e la rese alla generalità degli agricoltori, che la mantennero fino al 1747. Luigi XV di Francia la riunì nei propri diritti reali, facendola così diventare una delle fonti maggiori del proprio reddito.

## Storia economica nell'America coloniale
Quando nella Nuova Inghilterra l'oro e l'argento cominciarono a scarseggiare si rese più difficoltoso il commercio dei coloni con i Nativi americani; la coltivazione del tabacco nell'area di Chesapeake (Virginia) divenne essenziale per risolvere questo problema. Si cominciò così a scambiarlo per poter ottenere risorse naturali essenziali a partire dagli anni 1620. Esso fu utilizzato anche come valuta nei territori coloniali, come forma di pagamento per multe, tasse e persino licenze matrimoniali.
La crescente domanda europea alimentò la tratta atlantica degli schiavi africani. La terra divenne preziosa in quanto il tabacco richiese sempre più ampie porzioni coltivabili; ciò creò difficoltà alla pratica istituzionalizzata della servitù debitoria. Ai lavoratori venivano inizialmente promessi lotti terrieri di vari importi nel momento in cui entravano sotto contratto, ma ciò iniziò a diventare più difficile da concedere proprio a causa del tabacco. Il suolo della Virginia risultò essere troppo ricco per le colture europee tradizionali, in particolare i cereali come l'orzo. Il tabacco si è così insediato nei campi liberi e, impoverendo il terreno delle sostanze nutritive, ha reso le colture alimentari maggiormente produttive.
Con la rapida fruibilità e redditività del territorio, non fu più economicamente vitale farvi lavorare gli asserviti per debiti, in quanto alla scadenza del loro mandato si sarebbe dovuto beneficiarli con i campi su cui ci era precedentemente accordati. Quello che allora i proprietari di piantagione vollero furono dei lavoratori per cui si poteva legalmente non pagare e che fossero in grado di sopportare le lunghe ore sotto il sole a picco.
La soluzione fu di rivolgersi ad un'altra pratica istituzionalità: la schiavitù negli Stati Uniti d'America. La domanda e la redditività del tabacco portarono alla deportazione nelle colonie di una forza lavoro del tutto gratuita, gli schiavi; la raccolta della coltura fu intensiva e richiese molto impegno nella coltivazione e nella sua cura. Questi compiti saranno eseguiti per tutto il periodo coloniale e oltre dagli schiavi africani, i futuri afroamericani.

### Impatto sulla vicenda storica statunitense
La coltura del tabacco in America portò a molti cambiamenti. Per tutto il XVIII secolo fu una grande fonte di lucro, a causa della domanda elevata; essa portò ad un aumento del suo valore e questo accelerò la crescita economica. Il clima della Virginia si prestò molto bene e la coltivazione come colture da reddito (o cash crop) segnò il definitivo passaggio da un'economia di sussistenza ad un'altra prettamente agraria. La sua desiderabilità e valore lo condusse ad essere utilizzato come valuta di scambio.
Il tabacco venne anche sostenuto dal sistema aureo, il che significò che vi era un tasso di conversione stabilito dal tabacco all'oro. Il suo ruolo crescente portò ad una trasformazione nella forza lavoro che avrebbe formato l'intera vita e politica statutinense attraverso la guerra di secessione americana.
Al fine di tenere il passo con la domanda di piante i proprietari dovettero abbandonare il sistema della "servitù debitoria"; ed al fine di conseguire il massimo profitto possibile i piantatori si rivolsero alla schiavitù la quale fornì loro la manodopera economica, comoda e riproducibile (vedi allevamento di schiavi negli Stati Uniti d'America) di cui avevano bisogno per continuare ad aumentare la produzione.

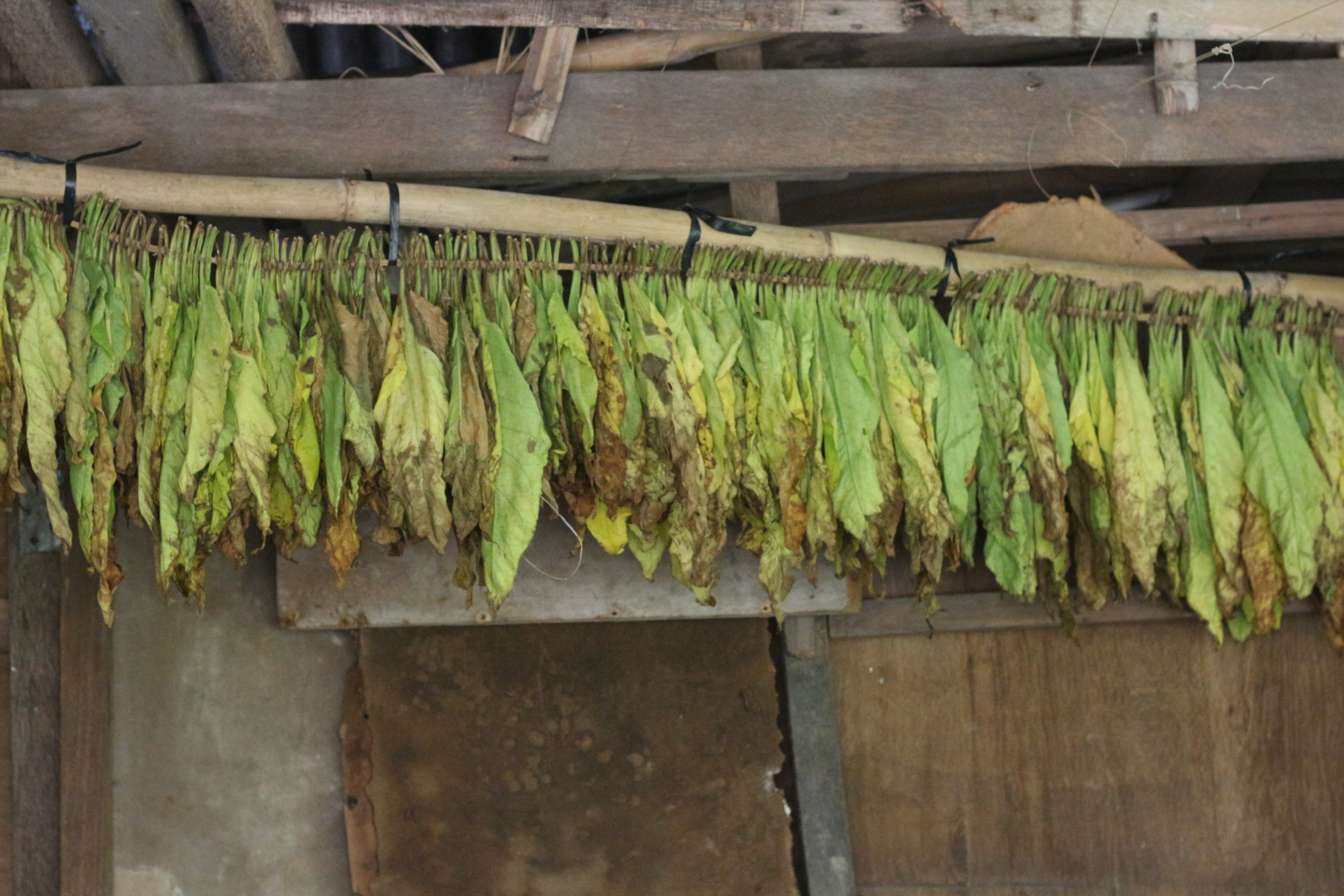
Foglie di tabacco appese per favorirne l'essiccazione in attesa di diventare sigari a Banton nelle Filippine.

### Inizia la coltivazione
Durante i primi anni di coltivazione nelle colonie le piante vennero molto semplicemente ricoperte di fieno e lasciate nei campi a maturare (a "sudare"). Questo metodo fu abbandonato dopo il 1618 quando i regolamenti proibirono l'uso di un potenziale e "prezioso alimento animale" per un tale scopo; sarà abbandonato anche perché verrà trovato un metodo migliore di coltura: le foglie cominciarono ad essere appese su corde, lunghi bastoni o steccati, in primo luogo posizionati appena all'esterno dei recinti abitativi (dopo l'avvento della ferrovia si usarono le palizzate delimitanti la strada ferrata). I fienili per la raccolta entrarono in uso a partire dagli anni 1620.
Durante il periodo di polimerizzazione, circa 4-6 settimane, il colore delle foglie cambia da un giallo verdolino ad un marrone rossiccio; la muffa costituisce il massimo pericolo. I piantatori dell'epoca si basarono essenzialmente sull'esperienza personale per sapere quando il tabacco fosse pronto ad essere rimosso dai bastoni sui quali stava attaccato: un processo noto come "striking".

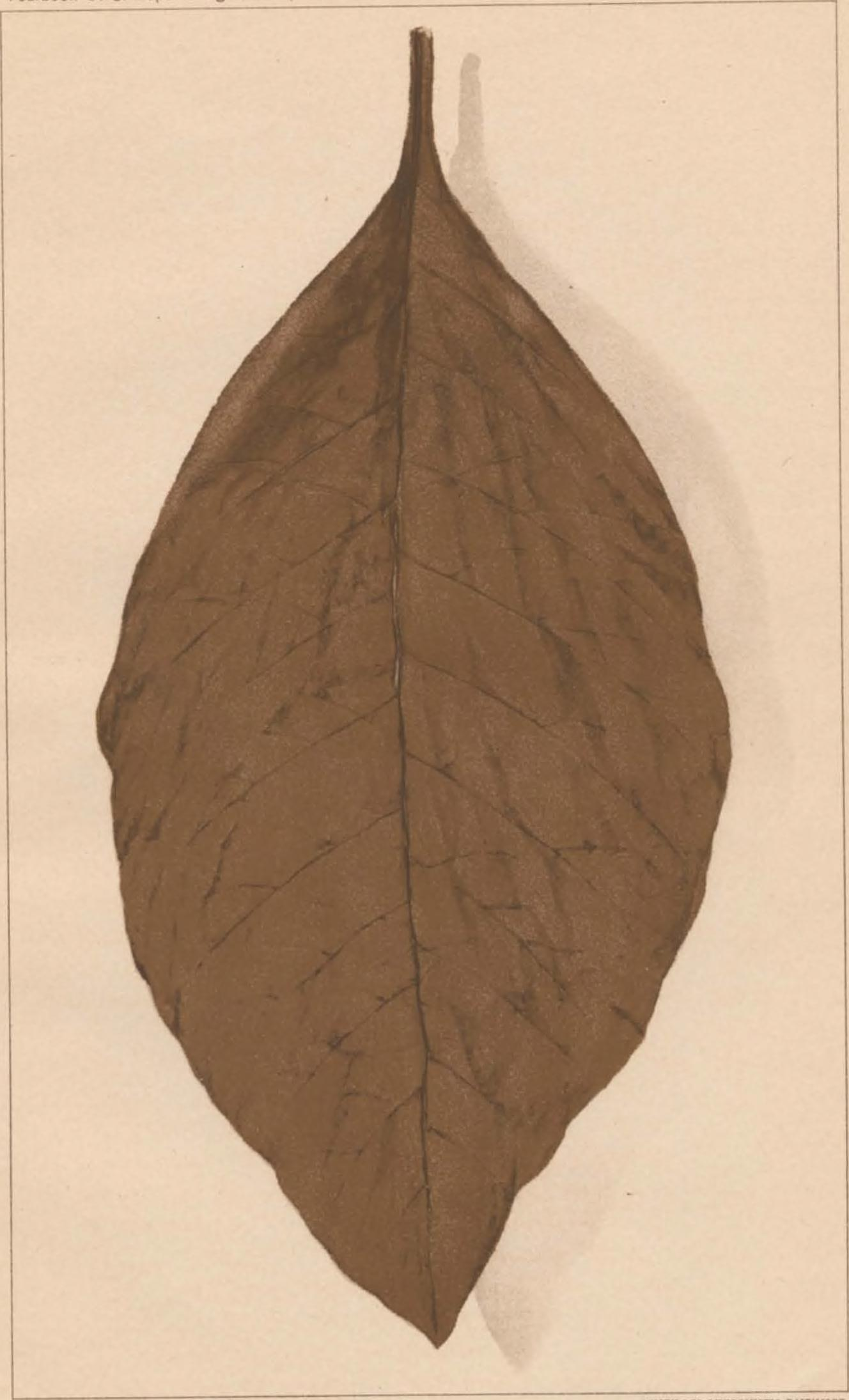
Foglia "stagionata".

Infine, quand'era pronto - preferibilmente in un momento di alta umidità - si colpivano le foglie sui pavimenti del fienile per farlo meglio stagionare (tra una e due settimane). Si avrebbero potuto usare dei ceppi per pressarle e farne aumentare le temperatura, ma ciò rappresentava pur sempre un pericolo: il calore poteva difatti sempre diventare troppo intenso e rovinarle completamente.
Dopo l'essiccazione il passo successivo era lo smistamento. Almeno idealmente tutto il tabacco avrebbe dovuto essere in una condizione descritta dai coltivatori come "in case"; questo significava che il prodotto aveva assorbito solo la giusta quantità di umidità. Poteva essere disteso su pelli lisce e umide; se diveniva troppo umido si sarebbe rovinato di lì a poco, mentre se troppo asciutto si sarebbe sgretolato rendendosi invendibile.
Nei primi tempi a Jamestown i coloni si preoccuparono ben poco di eseguire i dovuti controlli per accertarne la qualità, ma un tale atteggiamento cambiò velocemente a causa sia delle richieste provenienti dal mercato che delle specifiche regolamentazioni normative. Le foglie venivano poi riappese per farne proseguire la perfetta essiccazione, in mazzetti da 5 a 14, legate in gruppi di uguale qualità. Quando si ritrovavano ancora una volta "in case", l'ispezione dell'intera coltura poteva finalmente avvenire per dare inizio al trattamento finale.
All'inizio il procedimento di preparazione per la spedizione si rivelò molto semplice. Le foglie venivano intrecciate e arrotolate, fatte diventare un'unica corda e avvolte in "balle" che potevano arrivare a pesare fino a 45 kg ciascuna. Queste venivano a loro volta protette in sacchi di tela o introdotte in grosse botti, che sarebbero poi state spedite nel Regno Unito. Anche se l'esportazione di grandi quantitativi di tabacco non venne dichiarata illegale fino al 1730 gli "hogshead" (barili) divennero presto il contenitore preferito per tutta l'epoca coloniale.
La capacità di questi contenitori poteva variare leggermente a seconda delle norme del momento; comunque il peso medio di tabacco in tal modo immagazzinato nei barilotti fu di circa 1.000 libbre.
I barili si trasportavano in vari modi fino alle imbarcazioni. In un primo momento i capitani delle navi mercantili fecero la spola da una piantagione all'altra, caricando i barili mentre proseguivano il proprio percorso fluviale. Altri modi potevano comprendere l'impiego di contrabbandieri settentrionali.

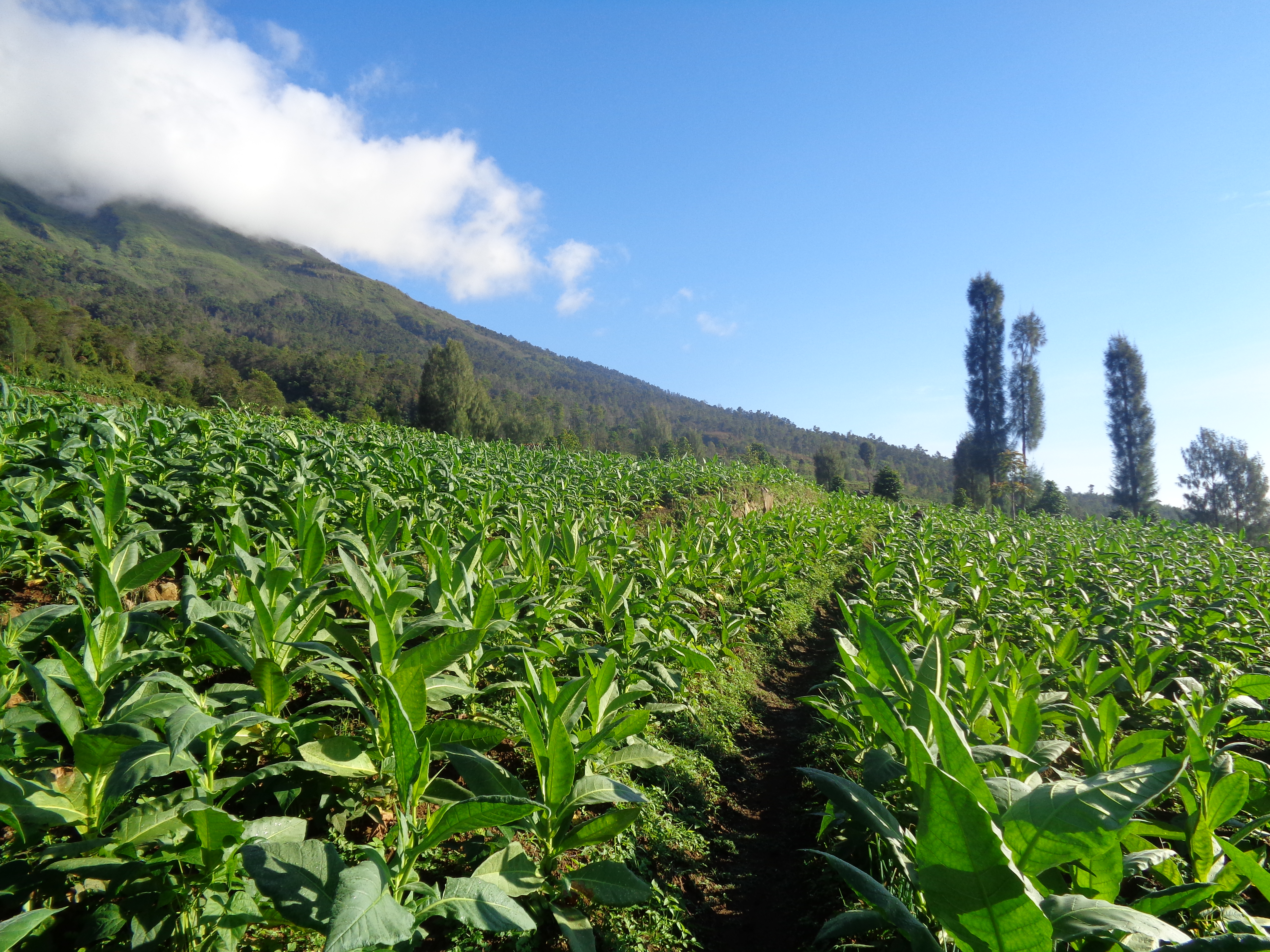
Veduta di una piantagione in Indonesia.

### Piantagioni in Virginia

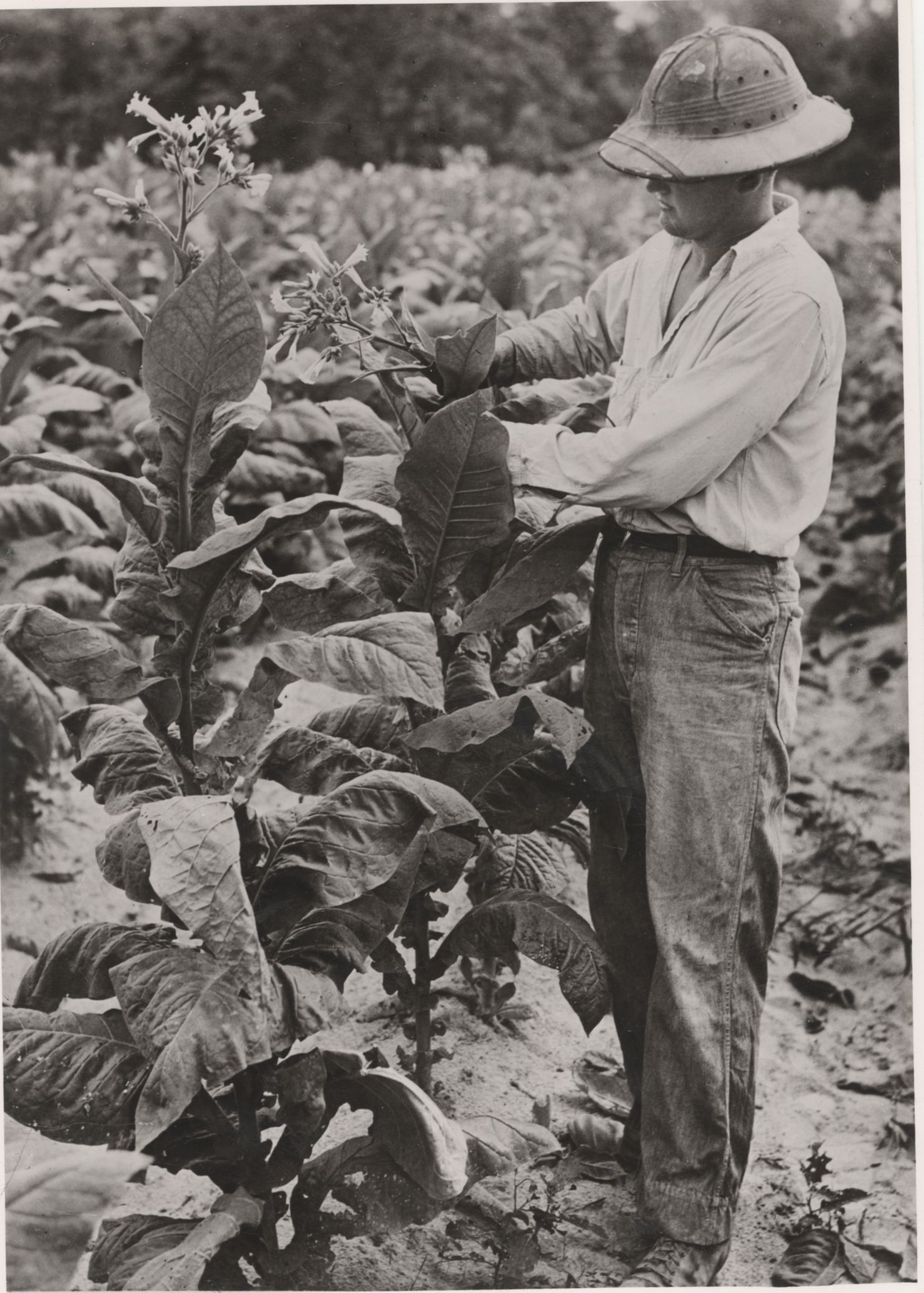
Piantagione di tabacco in Virginia: complice il clima quasi tropicale, le piante di tabacco sono spesso alte quanto un uomo

Nel 1609 John Rolfe, uno dei primi colonizzatori inglesi dell'America settentrionale, giunse a Jamestown (Virginia) e divenne il primo piantatore di tabacco che ottenne un successo commerciale di un qualche rilievo; il vegetale venne in quel tempo comunemente denominato "oro marrone". Le foglie del tabacco vennero anche utilizzate come usuale valuta per effettuare scambi dai coloni della Virginia per decenni.
Rolfe riuscì a creare la propria fortuna nell'agricoltura di esportazione presso la fattoria "Varina". Quando si reimbarcò per tornare in patria assieme alla moglie "indiana" Pocahontas, la figlia del capo dei Powhatan, era ormai diventato ricco. Dopo la morte di lei avvenuta in Inghilterra rifece il tragitto all'inverso; a Jamestown proseguì nell'impegno volto a migliorare sempre più la qualità del suo tabacco da commercializzare.
Entro il 1620 Rolfe arrivò a spedire oltreoceano 18.000 kg di prodotto. Quando morì due anni dopo la cittadina prosperava come produttrice di tabacco, con una popolazione superiore ai 4.000 abitanti; la coltivazione del "Virginie Tobacco" condusse direttamente alla necessità - nel 1619 - di sottoporre a deportazione i primi schiavi dell'Africa con l'intento di trasferirli in America in qualità di "manodopera gratuita". Nacque così la tratta atlantica degli schiavi africani.
Per tutto il XVII e XVIII secolo il tabacco continuò ad essere una coltura da reddito sia nella Colonia della Virginia che nella Provincia della Carolina. Grandi magazzini e depositi riempirono le aree dei fiorenti mercati delle nuove città di Dumfries (Virginia) (sulle rive del Potomac (fiume)), Richmond (Virginia) (all'altezza della cateratta del James (fiume)) e Petersburg (Virginia) (sull'Appomatox).

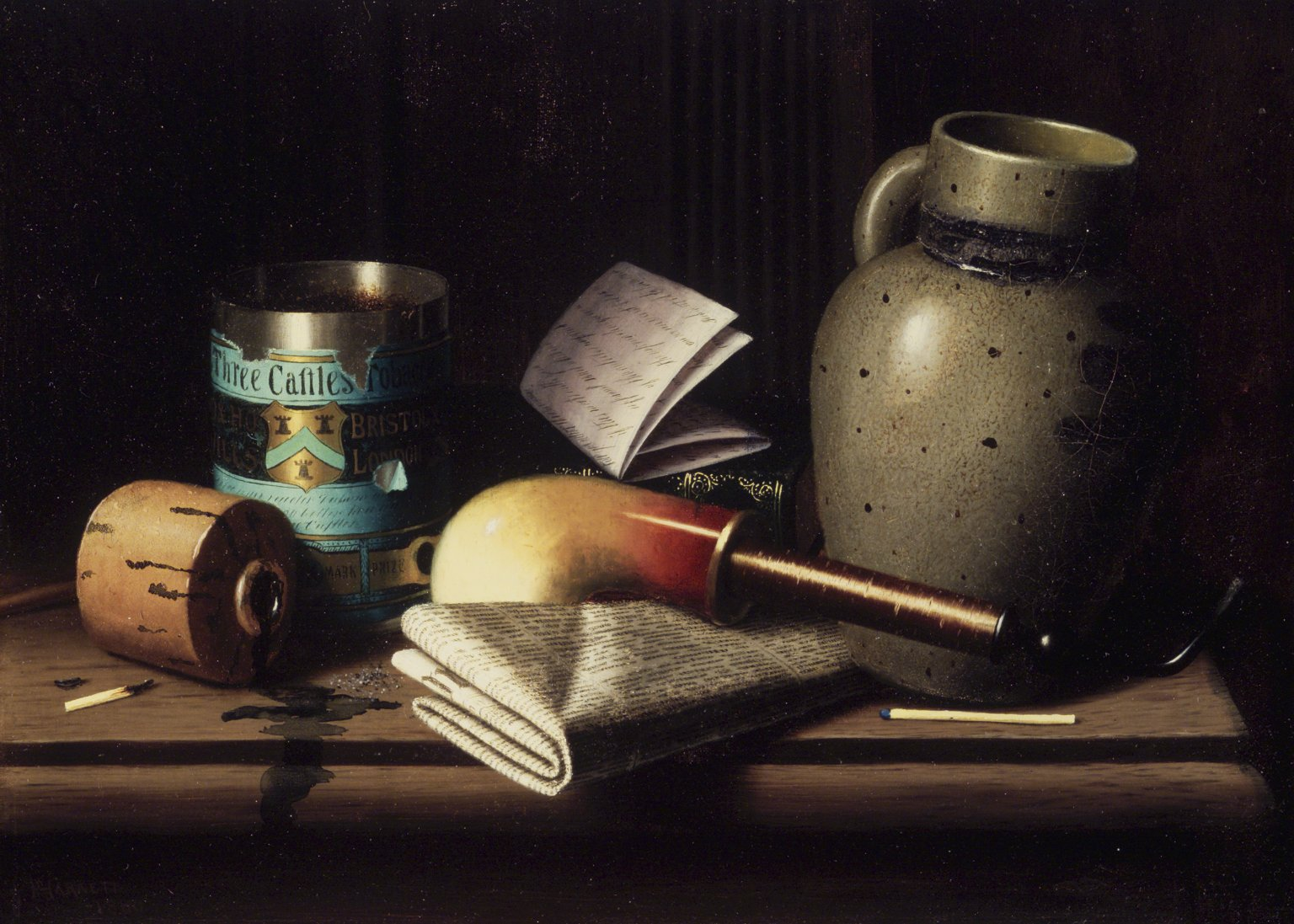
Still Life with Three Castles Tobacco, dipinto di William Harnett (1880).

## Età contemporanea

### Questioni concernenti la salute
Nel 1994 il chimico Jeffrey Wigand ex dipendente pentito della multinazionale Brown & Williamson decide di denunciare tutti i tentativi dell'industria di negare la dannosità del tabacco, e si rivolge al famoso giornalista Lowell Bergman che esce con un articolo esplosivo su Vanity Fair, le amare vicissitudini dei due protagonisti verranno poi raccontate nel film Insider - Dietro la verità con Al Pacino.

## Note

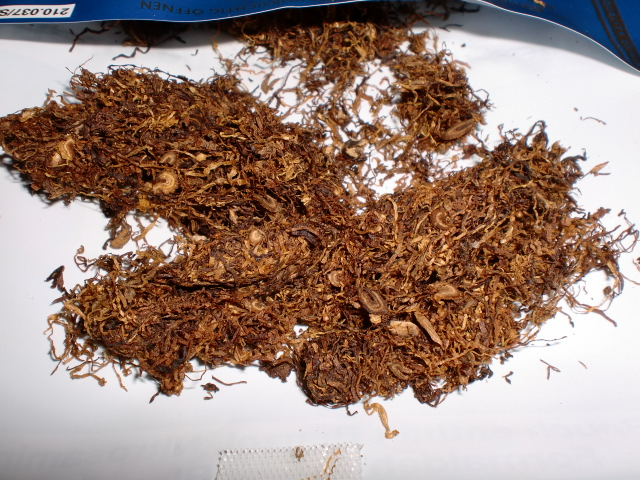
Tabacco pronto per essere "rollato".